# World Series of Poker Asia Pacific
De World Series of Poker Asia Pacific (WSOP APAC) werden voor het eerst gehouden tussen 4 en 15 april 2013 in het Crown Casino in Melbourne. Het was de derde uitbreiding van de World Series of Poker na de World Series of Poker Europe en de World Series of Poker Africa (waarbij toernooioverwinningen in de laatstgenoemde versie niet tellen voor het totale aantal officiële 'WSOP-bracelets').

## World Series of Poker Asia Pacific 2013
In 2013 werden er 5 toernooien gehouden in Melbourne.
| # | Event                               | Deelnemers | Winnaar         | Prijzengeld | Runner-up            |
| - | ----------------------------------- | ---------- | --------------- | ----------- | -------------------- |
| 1 | $1.100 No Limit Hold'em Accumulator | 1.085      | Bryan Piccioli  | $211.575    | Jonathan Karamalikis |
| 2 | $1.650 Pot Limit Omaha              | 172        | Jim Collopy     | $69.662     | Edison Nguyen        |
| 3 | $2.200 Mixed Event                  | 81         | Phil Ivey       | $51.840     | Brandon Wong         |
| 4 | $5.000 No Limit Hold'em Six Handed  | 167        | Aaron Lim       | $233.800    | Andy Lee             |
| 5 | $10.000 No Limit Hold'em Main Event | 405        | Daniel Negreanu | $1.038.825  | Daniel Marton        |

### Event 1: $1.100 No Limit Hold'em Accumulator
- 5-Day Event: April 4-8[1]
- Aantal deelnemers: 1.085
- Totaal prijzengeld: $1.085,000
- Aantal spelers die geld krijgt: 90
- Winnende Hand: A♣ 8♦

| Plaats | Naam                   | Prijs    |
| ------ | ---------------------- | -------- |
| 1ste   | Bryan Piccioli (1/1)   | $211.575 |
| 2de    | Jonathan Karamalikis   | $130.743 |
| 3de    | Jay Loo                | $96.305  |
| 4de    | Jonathan Duhamel (0/1) | $71.870  |
| 5de    | Jeremy Ausmus          | $54.337  |
| 6de    | Graeme Putt            | $41.610  |
| 7de    | Iori Yogo              | $32.268  |
| 8ste   | Peter Kleugden         | $25.335  |
| 9de    | Ryan Otto              | $20.138  |

### Event 2: $1.650 Pot Limit Omaha
- 3-Day Event: April 7-9[2]
- aantal deelnemers: 172
- Totaal prijzengeld: $258.000
- Aantal betaalde spelers: 18
- Winnende Hand: A♦ 10♠ 9♣ 4♦

| Plaats | Naam               | Prijs   |
| ------ | ------------------ | ------- |
| 1ste   | Jim Collopy (1/1)  | $69.662 |
| 2de    | Edison Nguyen      | $43.050 |
| 3de    | Tino Lechich       | $30.988 |
| 4de    | Scott Reid         | $22.712 |
| 5de    | Dan Shak           | $16.940 |
| 6de    | Paul Sharbanee     | $12.856 |
| 7de    | Mike Leah          | $9.923  |
| 8ste   | Martin Kozlov      | $7.784  |
| 9de    | Marvin Rettenmaier | $6.207  |

### Event 3: $2.200 Mixed Event
- 3-Day Event: April 8-10[3]
- Aantal deelnemers: 81
- Totaal prijzengeld: $162.000
- Aantal betaalden: 9
- Winnende Hand: 10-9-8-3-2 (2-7 Triple Draw)

| Plaats | Naam                  | Prijs   |
| ------ | --------------------- | ------- |
| 1ste   | Phil Ivey (1/9)       | $51.840 |
| 2de    | Brandon Wong          | $32.039 |
| 3de    | Graeme Putt           | $22.427 |
| 4de    | Daniel Negreanu (0/4) | $16.336 |
| 5de    | Rob Campbell          | $12.020 |
| 6de    | Kevin Song (0/1)      | $8.978  |

### Event 4: $5.000 No Limit Hold'em Six Handed
- 3-Day Event: April 9-11[4]
- Aantal deelnemers: 167
- Totaal prijzengeld: $835.000
- Aantal betaalde spelers: 18
- Winnende hand: K♥ 5♥

| Plaats | Naam            | Prijs    |
| ------ | --------------- | -------- |
| 1ste   | Aaron Lim (1/1) | $233.800 |
| 2de    | Andy Lee        | $144.530 |
| 3de    | Jan Suchanek    | $103.766 |
| 4de    | Brendon Rubie   | $74.590  |
| 5de    | Sam Higgs       | $53.615  |
| 6de    | Billy Seri      | $38.545  |

### Event 5: $10.000 No Limit Hold'em Main Event
- 5-Day Event: April 11-15[5]
- Aantal deelnemers: 405
- Totaal prijzengeld: $3.847.500
- Aantal betaalde spelers: 40
- Winnende Hand: 2♠ 2♥

| Plaats | Naam                  | Prijs      |
| ------ | --------------------- | ---------- |
| 1ste   | Daniel Negreanu (1/5) | $1.038.825 |
| 2de    | Daniel Marton         | $637.911   |
| 3de    | Winfred Yu            | $423.225   |
| 4de    | George Tsatsis        | $284.715   |
| 5de    | Kahle Burns           | $201.994   |
| 6de    | Benny Spindler        | $146.205   |
| 7de    | Mikel Habb            | $107.730   |
| 8ste   | Russell Thomas        | $82.721    |

## World Series of Poker Asia Pacific 2014
- 2 tot en met 18 oktober 2014

| #  | Event                                            | Deelnemers | Winnaar            | Prijs        | Runner-up      |
| -- | ------------------------------------------------ | ---------- | ------------------ | ------------ | -------------- |
| 1  | A$ 1.100 No Limit Hold'em Accumulator            | 611        | Luke Brabin        | A$ 131.365,- | Didier Guerin  |
| 2  | A$ 2.200 No Limit Holdem                         | 215        | Junzhong Loo       | A$ 107.500,- | Aik Chuan Nee  |
| 3  | A$ 1.650 Pot-Limit Omaha                         | 123        | Jeff Lisandro      | A$ 51.660,-  | Jason Gray     |
| 4  | A$ 1.650 No Limit Holdem Terminator              | 250        | Scott Calcagno     | A$ 67.245,-  | Nelson Maccini |
| 5  | A$ 5.000 Pot-Limit Omaha                         | 80         | Sam Higgs          | A$ 127.843,- | Mike Watson    |
| 6  | A$ 1.650 Dealers Choice – 8 Game                 | 89         | Rory Young         | A$ 42.720,-  | Sam Khouiss    |
| 7  | A$ 2.200 No Limit Holdem 6 Max                   | 243        | Alexander Antonios | A$ 128.784,- | Michael Tran   |
| 8  | A$ 5.000 Mixed Event – 8 Game                    | 48         | George Danzer      | A$ 84.600,-  | Scott Clements |
| 9  | A$ 10.000 WSOP APAC Main Event – No Limit Holdem | 329        | Scott Davies       | A$ 850.136,- | Jack Salter    |
| 10 | A$ 25.000 High Roller No-Limit Holdem            | 68         | Mike Leah          | A$ 600.000,- | David Yan      |